# ハマグリ王
ハマグリ王は、中京広域圏のCBCラジオで土曜24:30（JST）より放送していたラジオ番組。2010年4月10日より関西広域圏のABCラジオ（朝日放送）でもネットしていた。

## 番組概要
吉本興業所属の芸人がパーソナリティを務める番組であるが、パーソナリティは半年に一度、三重県桑名市にあるナガシマリゾートで行われる公開イベント「お笑い!ハマグリ合戦」によって決定される。任期は半年間。
キー局のCBCラジオ、ネット局のABCラジオ共に長島観光開発（ナガシマリゾート）の一社提供。
なお、この番組の開始前よりナガシマリゾートでお笑いライブを不定期に開催し、その模様をCBCラジオで放送していた。

## パーソナリティ
- 小泉エリ（初代、2009年4-6月）
- 2700（二代目、2009年7-12月）
- イシバシハザマ（三代目、2010年1-6月）
- チャド・マレーン（四代目、2010年7-12月）

## 放送時間

### 現在
- CBCラジオ 毎週土曜24:30～25:00（2010年4月10日-12月、サタデーティーンズナイト枠）
- ABCラジオ 毎週土曜22:00～22:30（2010年4月10日-10月2日）

### 過去
- CBCラジオ 毎週金曜23:30～24:00（2009年4月10日-2010年4月2日、ハイパーナイト枠）